# Standardy emisyjne
Standardy emisyjne – dopuszczalne wielkości emisji, ustalane w Polsce w oparciu o ustawę Prawo ochrony środowiska (art. 145 POŚ) za pomocą wykonawczych rozporządzeń właściwego ministraf. 
| Nominalna moc cieplna źródła w MW | SO2 mg/m3u                   |
| <5                                | 1500                         |
| ≥ 5 i < 50                        | 1300                         |
| ≥ 50 i < 100                      | 850                          |
| ≥ 100 i < 500                     | liniowy spadek od 850 do 400 |
| ≥ 500                             | 400                          |

W rozporządzeniach są ustalane graniczne ilości wprowadzanych do powietrza gazów lub pyłów, wytwarzanych odpadów lub emitowanego hałasu. Rozporządzenia wydane w np. w 2008 i 2011 roku dotyczą tylko niektórych rodzajów działalności, m.in. wprowadzania gazów lub pyłów z niektórych instalacji spalania paliw lub spalania i współspalania odpadów. Dopuszczalne wartości zanieczyszczeń dla ścieków (wprowadzanych do wód lub do ziemi) lub dopuszczalne masy substancji dla niektórych ścieków przemysłowych są ustalane w tzw. „przepisach odrębnych”.
W przypadku nowej instalacji, w której ma być prowadzona działalność należąca do grupy wymagających pozwolenia albo pozwolenia zintegrowanego, odpowiedni organ ochrony środowiska kontroluje, czy jej eksploatacja może spowodować przekroczenie standardów emisyjnych – może odmówić wydania pozwolenia (art. 186 pkt 2). W pozwoleniach są określane rodzaje i dopuszczalne ilości tylko tych zanieczyszczeń, które zostały wymienione w rozporządzeniu ministerialnym. W przypadku instalacji już istniejącej prowadzący działalność jest zobowiązany do wykonywania pomiarów wielkości emisji zanieczyszczeń (wymienionych w pozwoleniu na prowadzenie działalności) i przedkładania ich wyników odpowiednim urzędom. 
Poza kontrolą zgodności ze standardami emisyjnymi, ustanowionymi na podstawie art. 145 POŚ oraz przepisów odrębnych, kontroluje się, czy  dotrzymane są standardy jakości środowiska; oba rodzaje standardów muszą być dotrzymane (art. 144 ust. 4 POŚ).